# Chełmice
Chełmice (kasz. Chôłmice) – wzniesienie na obszarze mezoregionu Bory Tucholskie, położone w województwie pomorskim, w powiecie kościerskim, w gminie Karsin, zlokalizowane w kierunku północno-zachodnim od wsi Wiele. Jego wysokość to 201,5 m n.p.m.. To najwyższe wzniesienie w regionie po Wieżycy.
Chełmice są najwyższym wzniesieniem w gminie Karsin.